# Regioni di formazione stellare dell'Auriga
Fra le regioni di formazione stellare dell'Auriga sono comprese numerose nubi molecolari ed estese regioni H II, visibili in direzione della costellazione dell'Auriga, situate a diverse distanze e visibili in questa direzione una dietro l'altra, vicine fra loro soltanto per un effetto prospettico.
Questi oggetti giacciono tutti entro una longitudine galattica compresa fra 167° e 180°, ossia in direzione opposta al Centro della Via Lattea, se visti dal Sistema Solare. Fra questi dominano i complessi nebulosi situati sul Braccio di Perseo, il quale presenta in questa direzione un notevole addensamento ricco di giovani stelle calde e massicce riunite in alcune associazioni OB, mentre scarseggiano gli oggetti posti sul Braccio di Orione. Il Braccio del Cigno, ossia il più esterno, in direzione dell'Auriga è piuttosto diradato e discontinuo, ma stando agli studi più recenti è possibile distinguere in esso un importante addensamento, formato da una brillante associazione OB legata al grande complesso nebuloso di IC 410.
Lo studio del piano della Via Lattea in direzione dell'Auriga, seppur difficoltoso, è risultato utile per conoscere e comprendere diverse caratteristiche morfologiche dei bracci di spirale esterni in direzione opposta al centro galattico, come la distribuzione fortemente irregolare degli addensamenti nebulosi e stellari.

## Osservazione

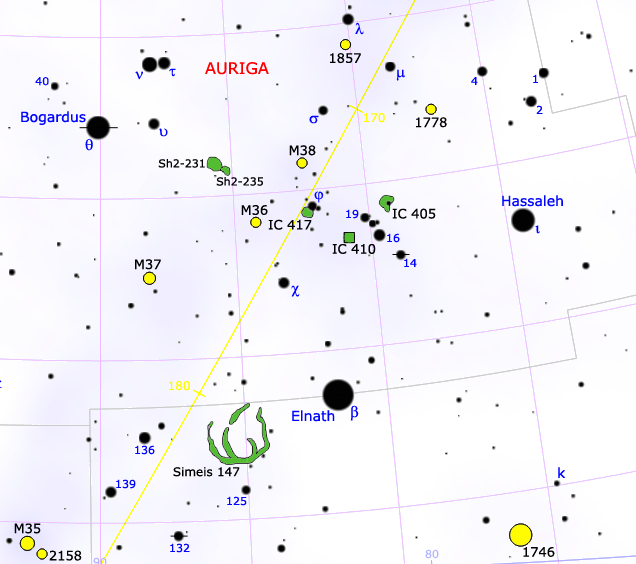
Mappa della parte centro-meridionale della costellazione dell'Auriga.

Le regioni di formazione stellare dell'Auriga si trovano in direzione opposta al centro della Via Lattea, in un suo tratto in parte fortemente oscurato e in parte, al contrario, molto ricco di campi stellari; tuttavia, nonostante la grande estensione di cielo interessata, ad occhio nudo o con l'ausilio di piccoli strumenti è visibile ben poco oltre ai suddetti campi stellari e a qualche ammasso aperto, fra i quali spiccano i tre maggiori oggetti dell'Auriga, catalogati da Charles Messier: M36, M37 e M38. Oltre a questi è possibile notare, con strumenti di grande diametro, numerosi altri ammassi stellari; in fotografia sono invece molto ben evidenti grandi sistemi nebulosi. La parte settentrionale dell'Auriga, al contrario, si presenta piuttosto povera di oggetti e la Via Lattea appare sottile e molto oscurata.
Trovandosi a una declinazione settentrionale, compresa fra i 50°N e i 25°N, la costellazione dell'Auriga (e con essa le sue regioni nebulose) domina buona parte delle notti boreali e si mostra circumpolare dalle regioni situate più a nord; l'Auriga è una delle figure più classiche delle sere autunnali e invernali boreali, quando si presenta allo zenit da gran parte del Nordamerica e dall'Europa, rendendosi ben visibile anche fino a primavera inoltrata. Dall'emisfero australe, invece, la visione è penalizzata e per gran parte delle sue regioni resta sempre piuttosto bassa sopra l'orizzonte settentrionale.

### Nelle epoche precessionali

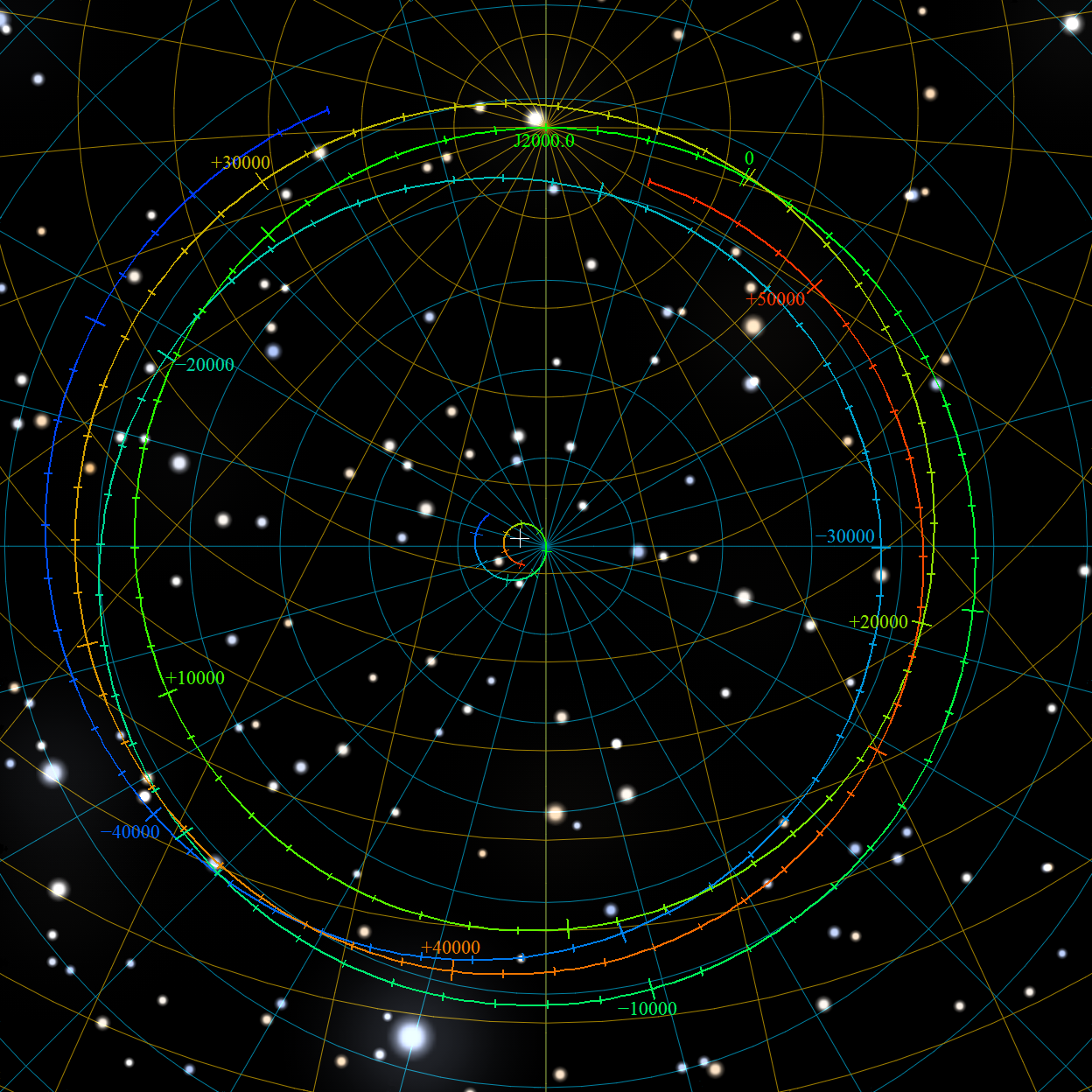
La proiezione del percorso di precessione del Polo Nord sul cielo fisso dell'epoca J2000.0 per l'intervallo di tempo da 48000 a.e.v. al 52000 a.e.c.. La stella luminosa in basso è Vega.

A causa del fenomeno conosciuto come precessione degli equinozi, le coordinate celesti di stelle e costellazioni possono variare sensibilmente, a seconda della loro distanza dal polo nord e sud dell'eclittica.
Il tratto di Via Lattea della costellazione dell'Auriga si trova attualmente nei pressi delle 6h di ascensione retta, che equivalgono al punto in cui l'eclittica raggiunge la declinazione più settentrionale, trovandosi più vicina al polo nord celeste. In questa fase precessionale le regioni dell'Auriga assumono le declinazioni maggiori. Quando, fra circa 12000 anni, il complesso si troverà alle 18h di ascensione retta, raggiungerà il punto più meridionale e si troverà pertanto nell'emisfero australe, a una declinazione di circa 17°S; la brillante stella Capella si troverà in corrispondenza dell'equatore celeste, le costellazioni del Toro e dei Gemelli saranno comprese per intero nell'emisfero australe e Orione si troverà a declinazioni fortemente australi, restando in gran parte invisibile a nord delle latitudini subtropicali boreali.

## Panoramica generale

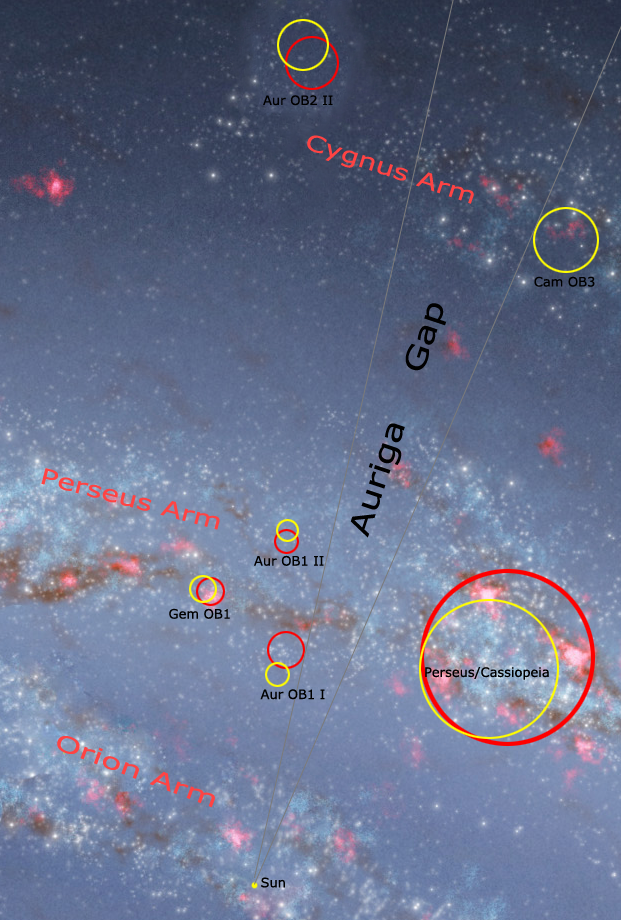
Mappa generica degli addensamenti in direzione dell'Auriga.

Le regioni nebulose visibili nell'Auriga, se viste dalla prospettiva della Terra, si allineano attorno ai 167°-180° dell'equatore galattico, dove 0° corrisponde alla direzione del centro della Via Lattea; ciò comporta che esse si trovano in una regione galattica più esterna rispetto alla Terra e dunque più lontane dal centro galattico. Questa direzione viene chiamata spesso Anticentro galattico.
In questa direzione si allineano stelle e regioni nebulose appartenenti a tre diverse strutture a spirale della Via Lattea: le più vicine al Sistema Solare sono quelle appartenenti al Braccio di Orione; poiché il Sole si trova più in prossimità del bordo interno del braccio, gran parte di questo si estende verso l'esterno, così che anche i suoi oggetti esterni ricadono in questa direzione. Al di là dei confini del Braccio di Orione, a partire da una distanza di almeno 1500 parsec, si estende il Braccio di Perseo, una delle due strutture a spirale principali della Via Lattea; in questo punto ricade la gran parte degli oggetti osservabili in direzione dell'Auriga, comprese le maggiori aree di formazione stellare. Oltre i 4000 parsec si estende infine il Braccio del Cigno, un braccio secondario che in questa direzione tende a dissolversi, avendo raggiunto quasi il termine della sua lunghezza.
Interessante notare che mentre attorno ai 170°-180° dell'equatore galattico sono osservabili numerosi complessi nebulosi e addensamenti stellari allineati a diverse distanze, alla longitudine galattica di 150°-170°, compresa nella parte settentrionale dell'Auriga, non si osservano né complessi nebulosi di rilievo né tantomeno giovani stelle massicce in grado di ionizzare i gas contenuti in questa direzione; sembra in effetti che in questa direzione il Braccio di Perseo e il retrostante Braccio del Cigno non presentino una struttura continua e regolare come invece accade in direzione di Cassiopea e Perseo; anche nel più interno Braccio di Orione sono presenti poche strutture di rilievo, aprendo una sorta di finestra verso l'esterno della Via Lattea.
Nella parte meridionale dell'Auriga, dove sono presenti gli addensamenti nebulosi, sono state tradizionalmente individuate due estese associazioni OB, situate anch'esse allineate una dietro l'altra, cui sono state assegnate le sigle Auriga OB1 e Auriga OB2; le stime della loro distanza, nonché delle nebulose ad esse associate, sono sempre state affette da incentezze e i valori indicati sono spesso risultati contrastanti fra loro nelle diverse pubblicazioni, fino a quando ci si è resi conto che le due associazioni individuate sono in realtà formate entrambe dalla somma di due gruppi fisicamente ben distinti, situati a diverse distanze. Ciò è di fondamentale importanza per la comprensione di questo settore della Via Lattea.

### Auriga OB1

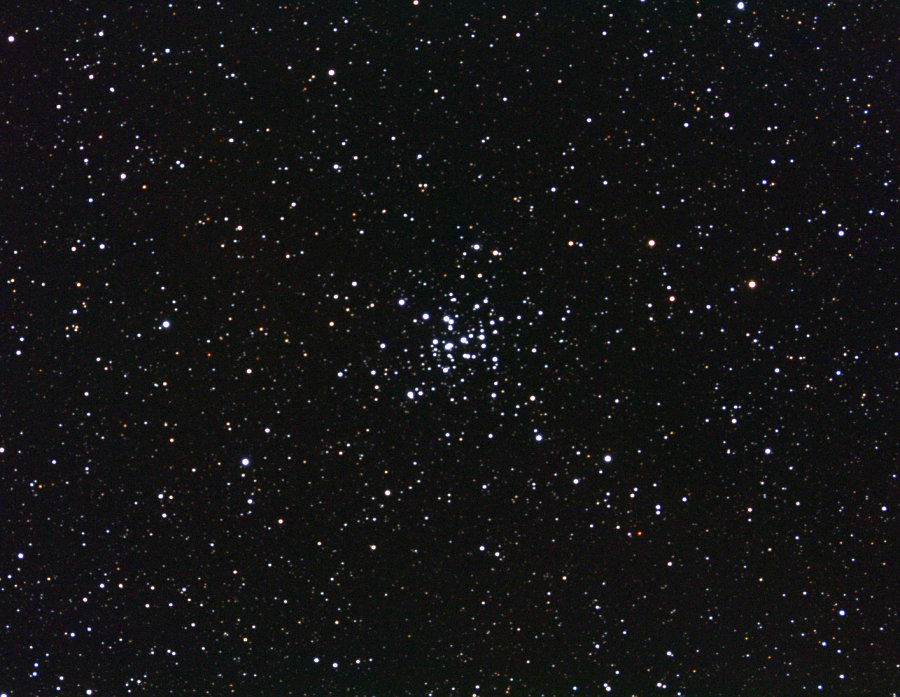
M36, centro di uno dei sottogruppi di Auriga OB1.

L'associazione Auriga OB1 è stata indicata fin dall'inizio come la più vicina delle due; essa è stata definita inizialmente da dodici stelle di classe spettrale O e B, suddivise in quattro stelle di classe O, fra le quali una stella di sequenza principale di classe O9V, una stella subgigante e due giganti blu, sette stelle di classe B fra le quali due di sequenza principale, una subgigante, una gigante e tre supergiganti, più tre supergiganti rosse al termine del loro ciclo vitale. La stella più luminosa di quest'associazione è la supergigante blu χ Aurigae, con una magnitudine apparente pari a 4,76 e una magnitudine assoluta di -7,1. La distanza suggerita per Auriga OB1 era di circa 1750 parsec e veniva quindi collocata sul Braccio di Perseo.
Studi più recenti servitisi di strumenti più precisi hanno permesso di risolvere le stelle di Auriga OB1 in due associazioni OB distinte; l'associazione più vicina comprende alcune stelle situate alla distanza di circa 1100 parsec, mentre la più lontana si trova a circa 2000 parsec. Entrambe si trovano comunque sul Braccio di Perseo, anche se le nebulose a cui sono legate sono differenti. Il gruppo più vicino comprenderebbe anche l'ammasso aperto M36, situato alla distanza di circa 1300 parsec; e formato da quasi 200 giovani stelle massicce con un'età di circa 20 milioni di anni. Si è ipotizzato che una delle stelle OB più massicce di M36 sia esplosa come supernova circa 40.000 anni fa, dopo essere stata espulsa dall'ammasso, generando l'esteso resto di supernova noto come Simeis 147, visibile fra Toro e Auriga; sebbene la distanza di quest'oggetto sia stata tradizionalmente indicata come pari a 800 parsec, gli studi più recenti tendono a riportare una distanza di 1470 parsec, compatibile con M36, suggerendo quindi una certa affinità.
Un piccolo gruppo di stelle di classe B visibile in questa direzione non sarebbe invece legato a questi sottogruppi, ma costituisce una piccola associazione stellare situata in primo piano, alla distanza di 600 parsec.

### Auriga OB2

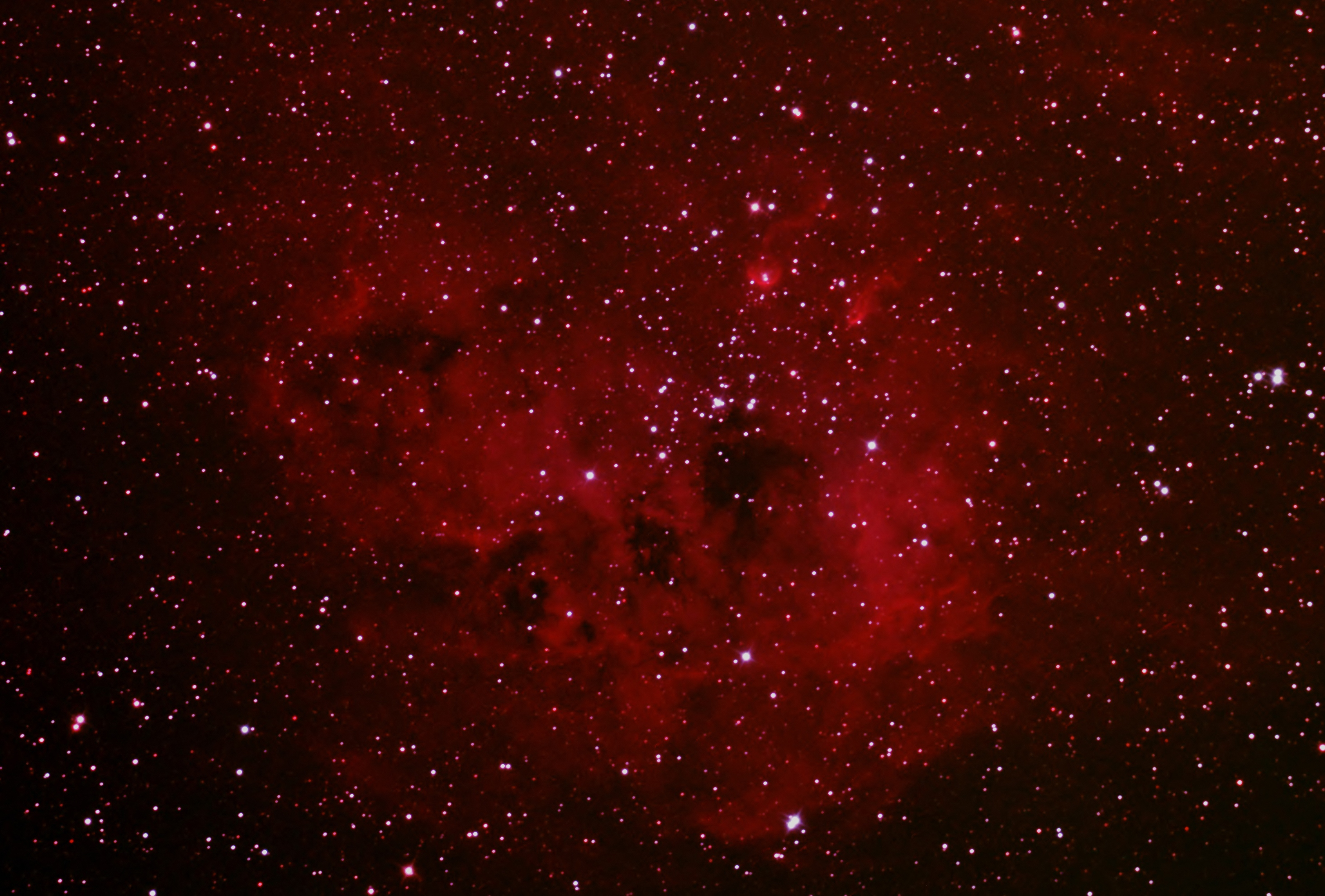
IC 410, grande regione di formazione stellare alla periferia della Via Lattea.

Auriga OB2 è la seconda delle associazioni OB individuate nei primi studi della regione, nonché la più lontana; inizialmente erano state indicate otto stelle, cinque delle quali di classe O; fra queste tre sono di classe O7V e quindi sulla sequenza principale, una di classe O4V e una di classe O8 senza definizione della fase vitale. A queste si aggiungono tre stelle di classe B, di cui una di sequenza principale, una subgigante e una non determinata. La più luminosa di queste è HD 35619, di magnitudine apparente 8,55 e magnitudine assoluta -5,6; tre delle stelle di classe O sono indicate come membri dell'ammasso NGC 1893, connesso alla grande nebulosa IC 410. La distanza inizialmente indicata per Auriga OB2 è pari a 6300 parsec, ricadente quindi sul Braccio del Cigno.
Anche in questo caso si è poi scoperto che la definizione Auriga OB2 raggruppa stelle appartenenti in realtà a due associazioni distinte. La più vicina è formata da alcune stelle situate a circa 3000 parsec, mentre il gruppo più cospicuo si trova molto più lontano, alla distanza di 6000 parsec, dunque molto simile a quanto inizialmente stimato. Le stelle di questo gruppo permettono di delineare alcune strutture isolate del Braccio del Cigno, che in questo tratto appare di aspetto piuttosto indefinito; infatti, dopo la continuità strutturale osservabile in direzione di Cassiopea e della Giraffa, in particolare con l'associazione Camelopardalis OB3, vi è una vasta regione pressoché vuota, che separa l'addensamento osservabile in Auriga alla distanza di circa 5000-6000 parsec. Questa avanguardia del Braccio del Cigno è dominata in senso assoluto dalla grande nebulosa IC 410, che trovandosi alla distanza di ben 6000 parsec costituisce un notevole esempio di regione di formazione stellare situato alla periferia della Via Lattea.

## Strutture sul Braccio di Orione

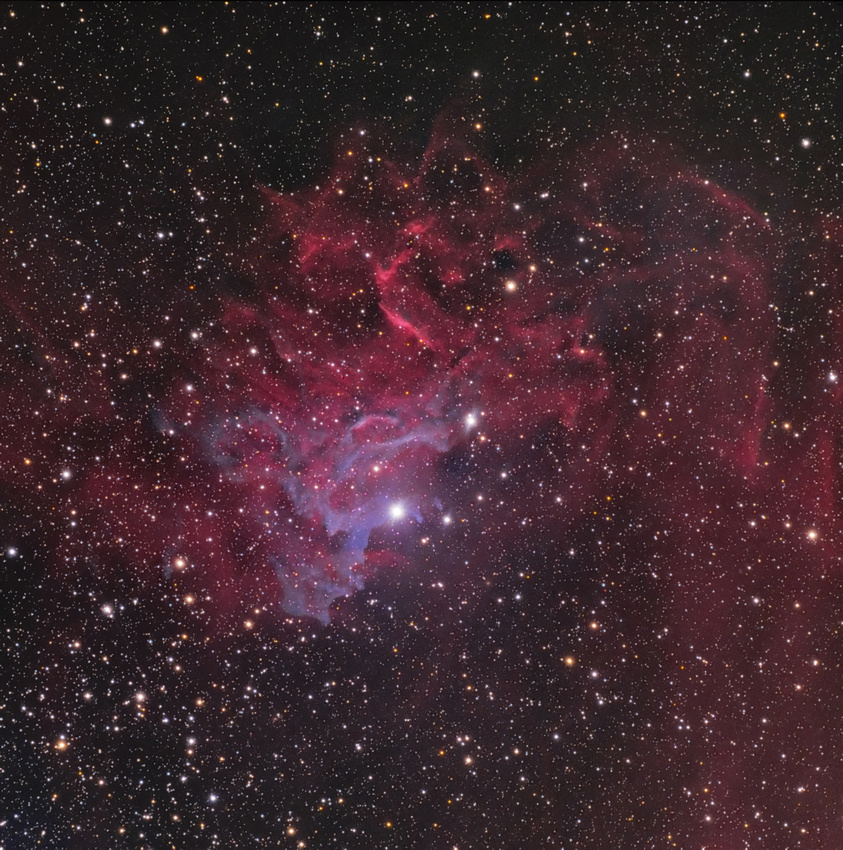
IC 405 e la stella fuggitiva AE Aurigae.

Le strutture appartenenti al Braccio di Orione visibili in questa direzione sono poche e relativamente poco significative; le alte latitudini galattiche sono comunque popolate da un gran numero di stelle giovani, in gran parte associate alle regioni periferiche della grande Nube di Perseo e all'associazione Perseus OB2. Questo sistema nebuloso giace alla distanza di circa 200-400 parsec ed è sede di importanti processi di formazione stellare. Più ad est, in direzione della parte settentrionale del Toro, si estende la Nube del Toro, situata ad appena 140 parsec e costituente una delle regioni di formazione stellare di stelle di piccola massa in assoluto più vicine al Sole.

### IC 405
L'unico oggetto di rilievo visibile in direzione dell'Auriga facente parte del Braccio di Orione è la nebulosa IC 405, talvolta chiamata Nebulosa Stella Fiammeggiante a causa del suo aspetto; questa nebulosa circonda la giovane stella variabile AE Aurigae, dalla quale riceve la radiazione ionizzante, situata alla distanza di circa 500 parsec. Tramite i dati ottenuti col satellite Hipparcos è emerso che circa 2,6 milioni di anni fa questa stella, μ Columbae e la brillante binaria ι Orionis si trovavano nella stessa posizione nello spazio; si è così ipotizzato che queste stelle abbiano subito un'interazione a quattro corpi, in cui due binarie facenti parte dell'associazione Orion OB1 si scambiarono; il risultato fu che le due stelle più massicce subirono i reciproci influssi gravitazionali diventando un nuovo sistema binario, l'attuale ι Orionis, mentre le due stelle meno massicce furono sospinte via a grande velocità dall'intensa energia gravitazionale, allontanandosi dalla regione della loro formazione e diventando stelle fuggitive.

### Resti di supernova
Sebbene non siano associati a regioni di formazione stellare, il Braccio di Orione in questa direzione ospita alcuni resti di supernova; uno dei più notevoli è Sh2-221, noto anche come HB9; esso presenta forti emissioni radio ed è associato alla pulsar PSR B0458+46. La sua distanza è stimata sugli 800 parsec, sebbene vi sia un margine di errore dell'ordine dei 400 parsec; in ogni caso, la sua appartenenza al Braccio di Orione appare certa.

## Strutture sul Braccio di Perseo

La nebulosa IC 417.

In direzione dell'Auriga il Braccio di Perseo risulta sicuramente la struttura galattica meglio definita, sebbene anch'esso si presenti in fase di progressiva dissoluzione dopo aver passato il salto a nord della costellazione. Questo tratto del Braccio di Perseo ospita diverse regioni di formazione stellare, molte di queste situate non lontane dal complesso di Gemini OB1, visibile a sud in direzione della costellazione dei Gemelli alla distanza di 1500-2000 parsec. Il bordo esterno del Braccio di Perseo contiene invece il resto di supernova Sh2-224, dalla forma insolita a causa dell'interazione con una cavità del mezzo interstellare, situato a 4500 parsec di distanza dal Sole.

### IC 417
IC 417 è uno dei sistemi nebulosi dominanti in questa direzione; si individua nelle immediate vicinanze della stella φ Aurigae ed è legato all'ammasso aperto Stock 8. La sua distanza maggiormente accettata si aggira sui 2300 parsec (7500 anni luce) o tutt'al più di poco inferiore, attorno ai 2050 parsec (6680 anni luce), quindi a breve distanza dal secondo sottogruppo di Auriga OB1. Le stelle dell'ammasso mostrano età comprese fra 1 e 5 milioni di anni circa, indicando che la formazione stellare qui ha avuto luogo a più riprese. Il fronte di ionizzazione proveniente dalle giovani stelle calde situate sul lato occidentale di Stock 8 sembra non essere direttamente responsabile dell'innesco dei fenomeni di formazione stellare in questo settore, facendo quindi ritenere che i processi generativi qui ancora in atto siano indipendenti da quelli che hanno generato Stock 8. Il processo che ha invece generato l'ammasso stesso è stato probabilmente innescato da un'altra popolazione di stelle di classe O e B di una precedente generazione, osservabili adesso tutt'attorno alla nebulosa.

### Regione di Sh2-235

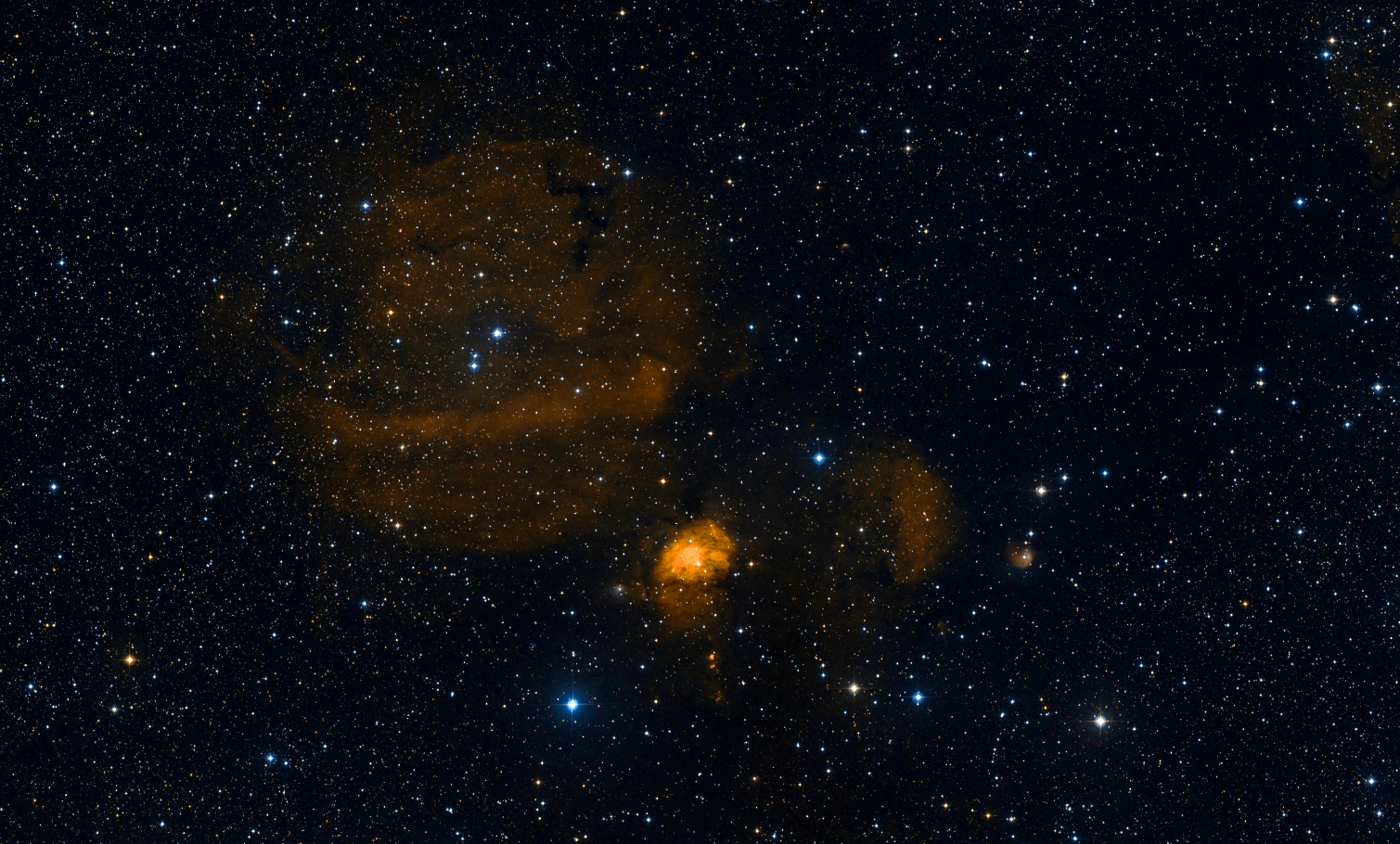
La regione di Sh2-235.

La regione di Sh2-235, nota anche come G174+2.5, è formata da un quartetto di regioni H II situate alla distanza di circa 1800 parsec, dominate da Sh2-235, la nube in cui i fenomeni di formazione stellare risultano essere più attivi. Il gruppo si trova in una posizione orientale rispetto all'allineamento dei principali sistemi nebulosi dell'Auriga e comprende, oltre alla già citata Sh2-235, le nebulose Sh2-231, Sh2-233 e la debole ed estesa Sh2-232. Sh2-235 è una regione H II in una fase molto evoluta, come è testimoniato dal suo aspetto irregolare e disomogeneo. La ionizzatrice dei gas è una stella blu catalogata come BD+35° 1201, con classe spettrale O9.5V e una magnitudine apparente di 10,54; si tratta anche della stella più luminosa dell'intero complesso. Al suo interno sono presenti tre piccole sottoregioni associate a stelle giovani, indicate come Sh2-235A, Sh2-235B e Sh2-235C; le prime due sono le più cospicue e presentano al loro interno dei maser con emissioni H2O, uno con emissioni CH3OH e uno con emissioni SiO, che essendo associati a oggetti stellari giovani sono una chiara evidenza della presenza di fenomeni di formazione stellare in atto al loro interno.
Le vicine nubi Sh2-231 e Sh2-232, talvolta indicate con l'unica sigla LBN 808, sono due regioni molto evolute la cui stella ionizzante è situata a metà strada fra le due, ad est del semiarco formato da Sh2-231 e a sudovest del grande complesso di Sh2-232; questa è catalogata come ALS 8476 ed è una stella blu di magnitudine 10,79. Il loro grado di evoluzione è testimoniato sia dalla bassa densità di elettroni, sia dalla mancanza di una struttura regolare e uniforme. A Sh2-233 è invece associata la sorgente IRAS 05358+3543, una regione H II compatta che ospita due giovani ammassi aperti denominati con la loro posizione, NE (cui la sorgente IRAS è direttamente associata) e SW.

### Regioni minori

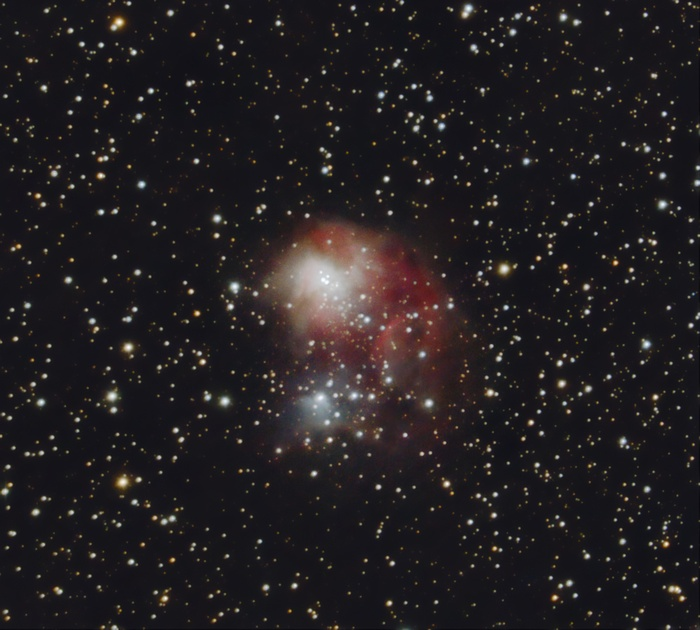
La nebulosa NGC 1931.

Fra le nubi minori situate sul Braccio di Perseo si nota il sistema di NGC 1931, formato da un giovanissimo ammasso aperto situato all'interno della nebulosa Sh2-237; il sistema ricorda vagamente la Nebulosa di Orione, in cui un gruppo di quattro giovani stelle blu disposte a trapezio occupano la parte centrale di una nebulosa di forma molto simile a M42, ma di dimensioni ridotte, anche a causa della maggiore distanza. Alla nube è associata la sorgente infrarossa IRAS 05281+3412, che comprende un maser con emissioni H2O. La distanza di NGC 1931 è stimata attorno ai 1900 parsec.
Poco a sud di Sh2-237, alla distanza di circa 1800 parsec, si trova la brillante sorgente infrarossa IRAS 05274+3345, coincidente con l'oggetto AFGL 5142; la sua luminosità è stimata essere di circa 3800 L⊙ ed è associata a un grande getto molecolare orientato in senso nordovest-sudest e a un forte maser con emissioni H2O. L'oggetto racchiude un giovanissimo ammasso composto da una sessantina di stelle di grande massa profondamente immerse nei gas e nascoste, la cui età è stimata attorno a 1 milione di anni al massimo. Studi sul getto molecolare hanno rivelato emissioni alle lunghezze d'onda del CO, del SiO e dello ione HCO+, le ultime due delle quali orientate perpendicolarmente rispetto al getto principale.
NGC 1985, nota anche come Ced 57, è una nebulosa a riflessione nota già dalla fine del Settecento; ad essa è associata la sorgente IRAS 05345+3157, cui è connesso un grande getto bipolare orientato in senso est-ovest, noto come AFGL 5157. La distanza di questo sistema è di circa 1800 parsec, pertanto viene a trovarsi nella stessa regione galattica dei due complessi nebulosi precedenti. Il getto molecolare è stato mappato alla lunghezza d'onda del CO fin dal 2005, mentre all'interno della nube era già nota una concatenazione di cinque oggetti HH, catalogati da HH 281 a HH 285.
A una distanza maggiore si estendono due delle pochissime regioni di idrogeno ionizzato visibili nella parte centro-settentrionale dell'Auriga; la prima è Sh2-225, situata a 3700 parsec, ionizzata da una stella blu di classe O9V e contenente un probabile oggetto stellare giovane, coincidente con la sorgente IRAS 05235+4033. La seconda è Sh2-228, posta a una distanza leggermente inferiore (3500 parsec); questa nebulosa contiene un giovane ammasso aperto piuttosto compatto noto come CC 01, formato da alcune stelle blu massicce e diverse stelle più piccole. Si stima che la loro età sia di 1-2 milioni di anni al massimo e rappresentano una generazione di stelle successiva rispetto alle stelle circostanti, che mostrano invece un'età di circa 5-6 milioni di anni.

## Strutture sul Braccio del Cigno

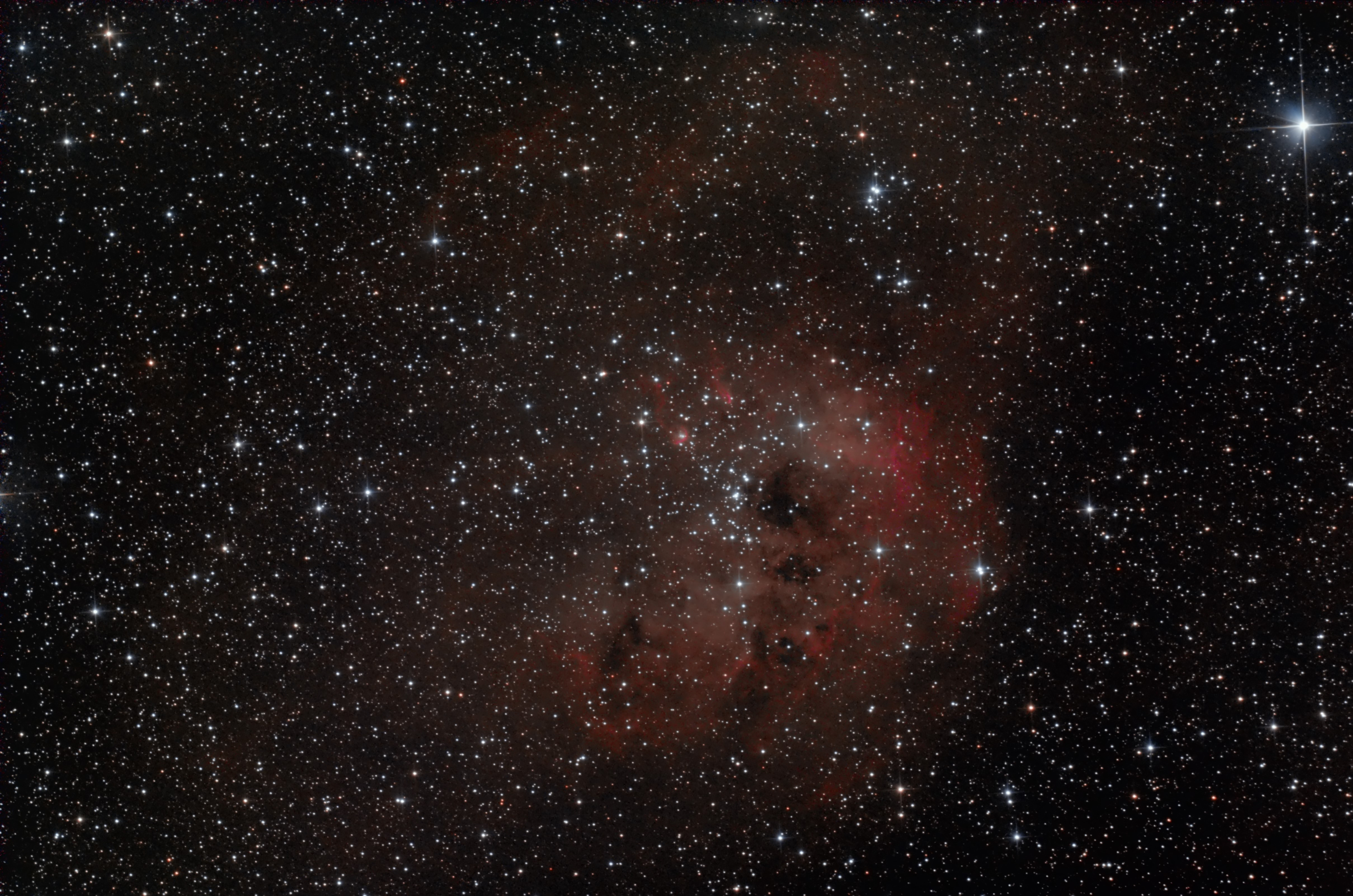
L'ammasso NGC 1893, al centro di IC 410, e le strutture nebulose a forma di girino visibili sul lato in alto a destra.

Il Braccio del Cigno arriva in Auriga già notevolmente disperso e diradato, con alcuni addensamenti che si alternano ad ampie regioni quasi del tutto vuote; in questa direzione tuttavia giacerebbe una delle nebulose più estese conosciute, il grande complesso di IC 410, cui è legata la più esterna delle associazioni OB individuate in questa costellazione.

### IC 410
IC 410 (nota anche come Sh2-236) possiede una forma grosso modo quadrata e presenta sul suo bordo nordorientale due strutture allungate con una chioma densa, che hanno suggerito per l'intera nebulosa il soprannome di Nebulosa Girino. IC 410 è stata analizzata in diversi studi a causa della sua struttura, che rappresenta un buon esempio di regione di formazione stellare di stelle di grande massa. Sebbene le stime sulla sua distanza siano state in passato molto contrastanti e comprese fra i 3200 parsec e i 4800 parsec, gli studi più recenti, basati sulla fotometria e sulla spettroscopia, tendono a portare la distanza del sistema nebuloso a circa 6000 parsec.
Le dimensioni reali di IC 410 sono dell'ordine del centinaio di parsec; al suo centro presenta una sorta di cavità in cui si trova l'ammasso aperto NGC 1893, le cui stelle sono responsabili della ionizzazione dei suoi gas. Quest'ammasso è formato da numerose stelle giovani disperse, oscurate da alcune dense nubi molecolari; le cinque stelle dominanti sono di classe spettrale O e hanno un'età inferiore ai tre milioni di anni. Studi incentrati sulla determinazione delle stelle di pre-sequenza principale hanno permesso di scoprire numerose stelle di recente formazione, situate principalmente sul lato occidentale dell'ammasso, che stanno emergendo dalle nubi in cui si sono generate; fra queste spicca S3R1N3, una stella Ae/Be di Herbig.

### Regioni minori e sul bordo interno
In direzione della parte centro-settentrionale dell'Auriga, in corrispondenza della zona più povera di oggetti nebulosi, si trovano due piccole regioni H II probabilmente legate al bordo interno del Braccio del Cigno. La prima è Sh2-226, situata a 4200 parsec di distanza; la sua luce appare fortemente oscurata dalle polveri del mezzo interstellare che si frappone lungo la sua linea di vista. Sh2-226 è legata alla sorgente infrarossa IRAS 05075+3755 e a due maser. A 4300 parsec si trova infine la poco nota Sh2-227, ionizzata da una stella di classe O9V e legata a due sorgenti infrarosse.

### Testi generali
- (EN) Stephen James O'Meara, Deep Sky Companions: Hidden Treasures, Cambridge University Press, 2007, ISBN 0-521-83704-9.
- (EN) Robert Burnham, Jr, Burnham's Celestial Handbook:  Volume Two, New York, Dover Publications, Inc., 1978.
- (EN) Chaisson, McMillan, Astronomy Today, Englewood Cliffs, Prentice-Hall, Inc., 1993, ISBN 0-13-240085-5.
- (EN) Thomas T. Arny, Explorations:  An Introduction to Astronomy, 3 updatedª ed., Boston, McGraw-Hill, 2007, ISBN 0-07-321369-1.
- AA.VV, L'Universo - Grande enciclopedia dell'astronomia, Novara, De Agostini, 2002.
- J. Gribbin, Enciclopedia di astronomia e cosmologia, Milano, Garzanti, 2005, ISBN 88-11-50517-8.
- W. Owen, et al, Atlante illustrato dell'Universo, Milano, Il Viaggiatore, 2006, ISBN 88-365-3679-4.
- J. Lindstrom, Stelle, galassie e misteri cosmici, Trieste, Editoriale Scienza, 2006, ISBN 88-7307-326-3.

### Testi specifici

#### Sull'evoluzione stellare
- (EN) C. J. Lada, N. D. Kylafits, The Origin of Stars and Planetary Systems, Kluwer Academic Publishers, 1999, ISBN 0-7923-5909-7.
- A. De Blasi, Le stelle: nascita, evoluzione e morte, Bologna, CLUEB, 2002, ISBN 88-491-1832-5.
- C. Abbondi, Universo in evoluzione dalla nascita alla morte delle stelle, Sandit, 2007, ISBN 88-89150-32-7.
- M. Hack, Dove nascono le stelle. Dalla vita ai quark: un viaggio a ritroso alle origini dell'Universo, Milano, Sperling & Kupfer, 2004, ISBN 88-8274-912-6.

#### Sulle regioni di formazione stellare dell'Auriga
- Reipurth, B.; Yan, C.-H., Star Formation and Molecular Clouds towards the Galactic Anti-Center (PDF), Handbook of Star Forming Regions, Volume I: The Northern Sky ASP Monograph Publications, Bo Reipurth, dicembre 2008,  p. 869, ISBN 978-1-58381-670-7.

### Carte celesti
- Tirion, Rappaport, Lovi, Uranometria 2000.0 - Volume I - The Northern Hemisphere to -6°, Richmond, Virginia, USA, Willmann-Bell, inc., 1987, ISBN 0-943396-14-X.
- Tirion, Sinnott, Sky Atlas 2000.0, 2ª ed., Cambridge, USA, Cambridge University Press, 1998, ISBN 0-933346-90-5.
- Tirion, The Cambridge Star Atlas 2000.0, 3ª ed., Cambridge, USA, Cambridge University Press, 2001, ISBN 0-521-80084-6.

### Argomenti generali
- Auriga (costellazione)
- Nebulosa
- Nebulose nella cultura popolare

### Argomenti specifici
- Braccio di Orione
- Braccio di Perseo
- Braccio del Cigno
- Oggetti non stellari nella costellazione dell'Auriga

### Fenomeni correlati
- Associazione OB
- Formazione stellare
- Nube molecolare gigante
- Regione H I
- Regione H II
- Superbolla